# Alemania en los Juegos Paralímpicos de Salt Lake City 2002
Alemania estuvo representada en los Juegos Paralímpicos de Salt Lake City 2002 por un total de 26 deportistas, 22 hombres y cuatro mujeres.

## Medallistas
El equipo paralímpico alemán obtuvo las siguientes medallas:
| Nombre              | Deporte        | Evento                              |
| ------------------- | -------------- | ----------------------------------- |
| Oro                 |                |                                     |
| Verena Bentele      | Biatlón        | 7,5 km ceguera femenino             |
| Wilhelm Brem        | Biatlón        | 7,5 km ceguera masculino            |
| Josef Giesen        | Biatlón        | 7,5 km de pie masculino             |
| Gerd Schönfelder    | Esquí alpino   | Descenso LW3,5/7,9 masculino        |
| Gerd Schönfelder    | Esquí alpino   | Eslalon LW3,5/7,9 masculino         |
| Gerd Schönfelder    | Esquí alpino   | Eslalon gigante LW3,5/7,9 masculino |
| Gerd Schönfelder    | Esquí alpino   | Supergigante LW3,5/7,9 masculino    |
| Martin Braxenthaler | Esquí alpino   | Descenso LW10 masculino             |
| Martin Braxenthaler | Esquí alpino   | Eslalon LW10 masculino              |
| Martin Braxenthaler | Esquí alpino   | Eslalon gigante LW10 masculino      |
| Martin Braxenthaler | Esquí alpino   | Supergigante LW10 masculino         |
| Verena Bentele      | Esquí de fondo | 5 km B1 femenino                    |
| Verena Bentele      | Esquí de fondo | 10 km B1-2 femenino                 |
| Verena Bentele      | Esquí de fondo | 15 km discapacidad visual femenino  |
| Frank Höfle         | Esquí de fondo | 5 km B2 masculino                   |
| Frank Höfle         | Esquí de fondo | 10 km B2 masculino                  |
| Axel Hecker         | Esquí de fondo | 10 km LW5-9 masculino               |
| Plata               |                |                                     |
| Axel Hecker         | Esquí de fondo | 5 km LW5-9 masculino                |
| Bronce              |                |                                     |
| Frank Höfle         | Biatlón        | 7,5 km ceguera masculino            |
| Ludwig Wolf         | Esquí alpino   | Eslalon LW12 masculino              |
| Ludwig Wolf         | Esquí alpino   | Supergigante LW12 masculino         |
| Markus Pfefferle    | Esquí alpino   | Descenso LW6/8 masculino            |
| Michael Hipp        | Esquí alpino   | Eslalon LW2 masculino               |
| Frank Pfortmüller   | Esquí alpino   | Eslalon gigante LW6/8 masculino     |
| Michael Kröner      | Esquí alpino   | Supergigante LW10 masculino         |
| Josef Giesen        | Esquí de fondo | 10 km LW5-9 masculino               |
| Josef Giesen        | Esquí de fondo | 20 km de pie masculino              |
| Roland Gaess        | Esquí de fondo | 5 km LW2-4 masculino                |
| Klaus Kleiser       | Esquí de fondo | 5 km silla de esquí LW10 masculino  |
| Wilhelm Brem        | Esquí de fondo | 10 km B1 masculino                  |
| Alexander Schwarz   | Esquí de fondo | 10 km B3 masculino                  |
| Frank Höfle         | Esquí de fondo | 20 km discapacidad visual masculino |
| Harald Thauer       | Esquí de fondo | 10 km LW2-4 masculino               |